# 46 헤스티아
46 헤스티아(46 Hestia)는 소행성대의 소행성이다.
그리스 신화에 등장하는 화덕의 신, 헤스티아 여신의 이름을 따서 명명되었다.